# 1154 Astronomia
Astronomia (asteróide 1154) é um asteróide da cintura principal com um diâmetro de 61,08 quilómetros, a 3,1369028 UA. Possui uma excentricidade de 0,0741267 e um período orbital de 2 277,83 dias (6,24 anos).
Astronomia tem uma velocidade orbital média de 16,18147107 km/s e uma inclinação de 4,55886º.
Esse asteróide foi descoberto em 8 de Fevereiro de 1927 por Karl Reinmuth.